# 김연수 (1993년)
김연수(한국 한자: 金延洙, 1993년 12월 29일 ~ )는 대한민국의 축구 선수이다. 현 K리그1 인천 유나이티드 소속이며, 포지션은 수비수다.

## 선수 경력
김연수는 강릉중앙고를 거쳐 한라대학교를 졸업한 후, 2015년 내셔널리그의 강릉시청에 입단하였다.
2016년 내셔널리그에서 23경기에 출전하며 실력을 입증하였고, 우승에 일조하였다.
2016년 12월 31일 서울 이랜드에 입단하였다.
2018년 1월 8일 안산 그리너스에 입단하였다.
2020시즌을 앞두고 인천 유나이티드로 이적했다.
2022시즌을 앞두고 서울 이랜드 FC에 5년 만에 돌아왔다.
2022년 12월 13일, 인천 유나이티드 FC로 재영입되었다.